# 李季操
李季操（10世纪？—1011年），北宋官员，南唐烈祖李昪（徐知诰）的孙子。
李季操是南唐江王李景逷的儿子。宋朝灭南唐，李季操跟随后主李煜入朝，在北宋担任右神武将军，官至左卫大将军，领康州刺史，出为单州都监。历任知淮阳军、知涟水军、知蔡州、知舒州。宋真宗大中祥符四年（1011年），去世。